# Johannes Slawik

Johannes Slawik

Johannes Slawik, auch Hans Slawik, ab 1941 Johannes Wieck (* 23. Januar 1892 in Kranowitz, Kreis Ratibor; † 29. Dezember 1969), war ein deutscher Landwirt und Politiker (NSDAP).

## Leben und Wirken

### Frühe Jahre
Slawik war der Sohn des Bauern Franz Slawik. Nach dem Besuch der Volksschule wurde er von 1908 bis 1910 an der Landwirtschaftlichen Schule in Oppeln ausgebildet. Anschließend war er als Assistent in mehreren landwirtschaftlichen Großbetrieben in Oberschlesien tätig.
Nach dem Begin des Ersten Weltkriegs meldete Slawik sich als Kriegsfreiwilliger: Von 1914 bis 1918 gehöre er dem Feldartillerie-Regiment 42 (Schweinitz) an: Vom 7. Juli 1915 bis zum 10. Juni 1918 wurde er in der 2. Batterie dieses Regiments an der Front eingesetzt. Während dieser Zeit erhielt er am 7. Mai 1917 die Beförderung zum Unteroffizier. 1918 wurde er durch einen Schläfenschuss verwundet. Am 8. Dezember 1918 stellte Slawik Antrag auf Entlassung aus dem Heer.
Nach dem Krieg leitete Slawik verschiedene landwirtschaftliche Großbetriebe in Ober- und Niederschlesien. Im Oktober 1932 ließ er sich als selbständiger Landwirt und Gutsbesitzer in Blaschewitz im Kreis Neustadt in Oberschlesien nieder.
Zum 1. Mai 1930 wurde Slawik Mitglied der NSDAP (Mitgliedsnummer 239.305), in der er der Ortsgruppe Twardawa im Kreis Neustadt in Oberschlesien zugeteilt wurde. Er war jedoch bereits 1929 für die Partei tätig gewesen. Ab 1930 fungierte er als landwirtschaftlicher Gaufachberater (LGF) der Partei für Oberschlesien. 
Von 1932 bis 1933 gehörte Slawik als Abgeordneter der NSDAP dem Preußischen Landtag an.

### Zeit des Nationalsozialismus
Nach dem Machtantritt der Nationalsozialisten wurde Slawik am 7. April 1933 zum Staatskommissar für die Landwirtschaftskammer Oberschlesien ernannt, was er bis Juli 1933 blieb. Anschließend wurde er am 7. Juli 1933 als Sonderbeauftragter des Preußischen Ministers für Landwirtschaft, Forsten und Domäne für Oberschlesien eingesetzt.
Am 4. Juli 1933 wurde Slawik als Landesbauernführer der Landesbauernschaft Oberschlesien in Oppeln eingesetzt. Von dieser Funktion wurde er im März 1934 entbunden, da die Landesbauernschaft Oberschlesien zu dieser Zeit in die Landesbauernschaft Schlesien integriert wurde. Slawik wurde daraufhin LO der vergrößerten Landesbauernschaft Schlesien.
Zum 1. Juli 1933 übernahm Slawik den Posten des stellvertretenden Landrates des Kreises Oppeln. Im August desselben Jahres wurde er vertretungsweise mit der Verwaltung des Landratsamts in Oppeln beauftragt. Im April 1934 wurde er schließlich zum regulären Landrat bestellt, was er bis 1937 blieb.
Bei der als Scheinwahl ausgeführten Reichstagswahl vom November 1933 erhielt Slawik ein Mandat als Abgeordneter der NSDAP für den Wahlkreis 9 (Oppeln) im Berliner Reichstag. Bei den Wahlen vom März 1936 und April 1938 kandidierte er erneut für diesen, erhielt aber beide Male kein Mandat.
Mitte 1937  wurde Slawik mit der kommissarischen Verwaltung der Stelle des Landrates in Wohlau beauftragt. Anschließend bekleidete er vom 1. April 1938 bis 1945 den Posten des Landrates offiziell. 
Daneben war Slawik während der Vorkriegsjahre Mitglied des Provinziallandtages und des Provinzialausschusses der Provinz Schlesien und Direktor der Provinzial-Feuersozietät. Ferner war er seit 1933 Mitglied des Reichsbauernrates, Mitglied des Aufsichtsrats der Zuckerfabrik Bauerwitz, Sonderbeauftragter der deutschen Zuckerwirtschaft und Mitglied des Landschaftsausschusses bei der Schlesischen Landschaft.
Zum 27. Juni 1941 änderte Slawik seinen Familiennamen in Wieck.
In den letzten Kriegswochen gehörte Slawik der Abteilung Ascheberg der Wehrmacht als Leutnant der Reserve an.

### Nachkriegszeit
Vom 9. Mai 1945 bis 30. März 1948 befand Wieck/Slawik sich in sowjetischer Kriegsgefangenschaft. Zum 1. April 1948 wurde er aus dieser entlassen. Im selben Jahr befassten sich die Spruchkammer des Stadtkreises Erlangen und der Denazifizierungs-Ausschuss der politischen Parteien für Flüchtlinge und Ausgewiesene beim Bayerischen Staatsministerium für Sonderaufgaben sich mit Wieck/Slawik. Zu welchem Spruch die Spruchkammer gelangte, ist nicht bekannt.
Wieck/Slawik war von Oktober 1946 bis Juli 1952 in Erlangen gemeldet, von wo er nach Altenbruch im Kreis Landau an der Isar verzog. Seit September 1952 war er selbständiger Landwirt.

## Archivarische Überlieferung
Im Staatsarchiv München hat sich eine Spruchkammerakte zu Wieck/Slawik erhalten (StAM, SpkA K 1960). Im Bundesarchiv befindet sich im Bestand des ehemaligen Berlin Document Center eine Akte des Obersten Parteigerichts zu Wieck/Slawik.
Im Geheimen Staatsarchiv liegen weitere Unterlagen zu ihm (GStA OK, I. HA Rep. 77, nr. 5303, Bl. 29 und 42; Ebd., Nr. 4533).